# Fusell First Model 1916 Newton
El fusell First Model 1916 Newton era un fusell de forrellat dissenyat per Charles Newton, que es va començar a produir en 1916.
Es van produir un total de 4.000 unitats, de les quals, un 62% (aproximadament uns 2.500) utilitzaven la munició .256 Newton, i la resta utilitzaven diversos tipus de munició, predominant el 30-06 entre aquest 38% restant.
Abans que Newton comencés la producció del First Model, havia produït alguns canons(per la companyia Marlin) en .256 Newton per a ser venuts i/o instal·lats en fusells Springfield. Aquests fusells amb el canó de .256 Newton es van començar a conèixer com a Newton-Springfield per alguns col·leccionistes.
Amb alguns canons que havien sobrat, Newton va començar la producció del 1916. Els canons del .256 que havia produït Marlin tenien una forma quadrada, i no segmentada, com solien tenir els canons del 1916 que utilitzaven el .256 Newton.